# 小笠原長教 (石見小笠原氏)
小笠原 長教（おがさわら ながのり）は、南北朝時代から室町時代にかけての武士。石見国邑智郡河本郷（現在の島根県邑智郡川本町）の温湯城を本拠とする国人・石見小笠原氏の第6代当主。

## 生涯
石見小笠原氏第5代当主の小笠原長義の嫡男として生まれる。応永10年（1403年）10月25日に父・長義が死去し、その後を継いだ。
応永16年（1409年）9月3日に大家庄三原郷内の4ヶ村のうち三原古路原などを、応永21年（1414年）1月13日には河本郷内の松原を甘南備寺へ寄進した。
応永21年（1414年）7月6日に死去。嫡男の長性が後を継いだ。